# Faßlberg (Gemeinde Kumberg)
Faßlberg ist ein Ort in der Gemeinde Kumberg in der Steiermark.

## Geschichte
Der Ort Faßlberg entwickelte sich um das Gasthaus Neues Fassl, das von Pilgern und später auch Fernfahrern frequentiert wurde. Die Steigung vor dem Gasthaus wurde von diesen scherzhalber Fasslberg bezeichnet.
2021 wurde die Schreibweise des Ortes Fasslberg verändert und lautet nun Faßlberg.

## Lage
Der Ort befindet sich südlich von Kumberg an der Weizer Straße.